# Jeff Moss (hacker)
Jeff Moss, noto anche con lo pseudonimo di Dark Tangent (California, 1º gennaio 1975), è un hacker statunitense, esperto di sicurezza informatica e di internet, che ha fondato le conferenze sulla sicurezza informatica di Black Hat e DEF CON.

## Vita e formazione
Jeff Moss ha ricevuto il suo primo computer all'età di 10 anni. Era affascinato perché non era abbastanza grande per guidare un'auto o votare, ma poteva intrattenere una conversazione da adulti con persone in tutto il paese.
Moss si è laureato presso l'Università Gonzaga con una laurea in giustizia penale. Ha lavorato per Ernst & Young nella loro divisione di sicurezza dei sistemi di informazione ed è stato direttore della Secure Computing Corporation, dove ha contribuito a creare il dipartimento dei servizi professionali negli Stati Uniti, in Asia e in Australia.

## Conferenze sulla sicurezza
Nel 1993 Moss creò la prima conferenza di hacker DEF CON, a partire da un gruppo privato canadese dedicato all'hacking su FidoNet. L'evento crebbe velocemente e già nel 1999 era uno dei maggiori eventi hacker negli Stati Uniti.
Nel 1997 Moss fondò la conferenza sulla sicurezza informatica Black Hat Briefings, in cui si riuniscono diverse persone interessate alla sicurezza delle informazioni. Ha venduto Black Hat nel 2005 a CMP Media, una sussidiaria della United Business Media con sede nel Regno Unito, per un valore di $14 milioni di dollari. DEF CON non è stata inclusa nella vendita.
Nel 2018 Jeff ha lanciato la prima convention di hacker DEF CON al di fuori degli Stati Uniti. L'evento si è tenuto a Pechino, in Cina, in collaborazione con Baidu. Il primo anno di DEF CON Cina è stato etichettato come un anno "Beta" e nel 2019 l'evento è stato formalmente battezzato DEF CON China 1.0.

## Carriera
Jeff Moss è membro del Council on Foreign Relations (CFR), un gruppo di ricerca indipendente e apartitico. 
Nel 2009 Moss ha lavorato nel Homeland Security Advisory Council dell'amministrazione di Barack Obama. Il 28 aprile 2011 Jeff Moss è stato nominato Chief Security Officer dell'ICANN, posizione che avrebbe ricoperto fino al 2013.
Nel luglio 2012 la segretaria Janet Napolitano ha incaricato l'Homeland Security Advisory Council di formare una task force sulle competenze informatiche in risposta alla crescente domanda nel settore della sicurezza informatica nell'industria, nel mondo accademico e nel governo. La task force, presieduta congiuntamente da Jeff Moss e Alan Paller, ha condotto svariate interviste con esperti del governo, del settore privato e del mondo accademico per lo sviluppo di un progetto per accrescere le competenze tecniche avanzate della forza lavoro della sicurezza informatica del DHS così da espandere le conoscenze in sicurezza informatica di uomini e donne.
Nel 2017 Jeff è stato nominato commissario presso la Commissione globale per la stabilità del cyberspazio. Il GCSC è composto da 24 importanti commissari indipendenti che rappresentano una vasta gamma di regioni geografiche, nonché da parti interessate del governo, dell'industria, della società tecnica e della società civile legittimate a parlare su diversi aspetti del cyberspazio. L'obiettivo dichiarato della Commissione è quello di sviluppare proposte di norme e politiche per migliorare la sicurezza e la stabilità internazionale e guidare il comportamento, statale e non statale, responsabile nel cyberspazio.
Attualmente Moss vive a Seattle, dove lavora come consulente della sicurezza per un'azienda incaricata di testare i sistemi informatici di altre società. È stato intervistato su questioni tra cui la situazione di Internet tra gli Stati Uniti e la Cina, l'imbroglio e le minacce via e-mail e l'impiego di hacker a titolo professionale, anche sull'applicazione del diritto.

## Voting Machine Village
Nel 2017 Jeff ha guidato la creazione del DEF CON Voting Machine Village. Debuttando al DEF CON 25. Il Voting Machine Village richiedeva agli hacker di mettere alla prova la sicurezza delle macchine per il voto elettronico, inclusi diversi modelli ancora in uso negli Stati Uniti. Le macchine sono state tutte compromesse nel corso della conferenza dai partecipanti al DEF CON, alcune a poche ore dall'apertura del villaggio. La conseguente copertura mediatica della vulnerabilità di tutte le macchine testate ha innescato una conversazione nazionale e ispirato interventi legislativi in Virginia.
Nel settembre 2017 il Voting Machine Village ha prodotto "DEF CON 25 Voting Machine Hacking Village: Report on Cyber Vulnerabilities in US Election Equipment, Database and Infrastructure" che sintetizza i risultati dell'esperimento. I risultati sono stati resi pubblici durante un evento sponsorizzato dall'Atlantic Council e il documento ha vinto un O'Reilly Defender Research Award.
Nel marzo del 2018 il Voting Machine Village per la votazione DEF CON ha ricevuto un Cybersecurity Excellence Award. Il premio cita sia lo stimolo di un dialogo nazionale sull'assicurare il sistema elettorale degli Stati Uniti sia il rilascio del primo piano elettorale sulla sicurezza informatica della nazione.

## Interventi e partecipazioni
Jeff Moss ha fatto diverse presentazioni in tutto il mondo, sia nelle vesti di relatore principale, sia prendendo parte alle discussioni del panel e delle deliberazioni di gruppo. Alcuni esempi sono:
- Panelist, "Georgetown University, Institute for Law, Science and Global Security: International Engagement on Cyber"[19], Washington D.C., USA, marzo. 2014
- Relatore principale, CODICE BLU[20], Tokyo, Giappone, febbraio 2014
- Relatore principale, NANOG 60[21] NANOG, Atlanta, USA, febbraio 2014
- Relatore, World Knowledge Forum[22], Seoul, Corea del Sud, ottobre 2013
- Korean Cyber Summit[23], Seoul, Corea del Sud, ottobre 2013
- New Yorker Festival, “Spy vs. Spy”[24], USA, ottobre 2013
- Relatore, Lettura speciale su "Internet Governance"[25], European Forum Alpbach, Austria, agosto 2013
- Rapporto della task force CFR, "Difesa di una rete Internet aperta, globale, sicura e resiliente"[26], USA, giugno 2013
- Panelist, RSA, "BYOD: Here Today, Here to Stay?"[27], San Francisco, USA, febbraio 2013
- Co-presidente,  DHS (HSAC) Cyberskills Task Force[28], USA, 2012
- Agenda per la sicurezza e la difesa[29], Bruxelles, Belgio, 2012, Cyber Initiative
- Relatore, Russian Internet Governance Forum[30], Mosca, Federazione Russa, 2012
- Forum Economico Mondiale sull'Asia orientale, Bangkok, Tailandia 2012.
- XCon[31], Pechino, Cina, 2012
- NSA simposio “Cyber Red Dawn”, USA, 2012
- West Point Senior Conference[32], USA, 2012
- Relatore principale, conferenza inaugurale CodeGate[33], Seoul, Corea del Sud, 2008
- Inaugural DeepSec[34], Vienna, Austria, 2007

## Film
Moss è stato produttore esecutivo di DEFCON: The Documentary (2013). Il film segue i quattro giorni della conferenza, eventi e persone (partecipanti e staff) e copre la storia e la filosofia alla base del successo e delle esperienze uniche di DEF CON. È stato anche membro del cast del film Code 2600. Moss ha lavorato anche con il team di consulenza tecnica per la serie televisiva Mr. Robot.